# 혼다 다다히데
혼다 다다히데(일본어: 本多忠英, 1647년 ~ 1718년)는 야마토 고리야마 신덴번 제2대 번주, 하리마 야마사키번 초대 번주이다. 혼다 가문 마사노부계 제2대 당주이다. 원복 후 첫 이름은 마사사다(政貞).
야마토 고리야마번 초대 번주 혼다 마사카쓰의 삼남으로 태어나 6촌형 혼다 마사노부의 양자로 입적하게 된다.
하리마 야마사키번으로 이봉시에 마사사다에서 다다히데로 개명하였다.
| 전임 혼다 마사노부 | 제2대 고리야마 신덴번 번주 (혼다 가문 마사노부파, 혼다 마사나가, 혼다 마사토시 두명에 걸쳐 분할) 1662년 ~ 1679년 | 후임 폐번 |

| 전임 이케다 쓰네유키 | 제1대 야마사키번 번주 (혼다 가문) 1679년 ~ 1718년 | 후임 혼다 다다미치 |